# Taghiyoullah Denna
Mohamed Taghiyoullah Abderrahmane Ould Denna (ur. 15 czerwca 1986 w Tevragh-Zeina) – mauretański piłkarz grający na pozycji defensywnego pomocnika. W swojej karierze rozegrał 36 meczów i strzelił 4 gole w reprezentacji Mauretanii.

## Kariera klubowa
Swoją karierę piłkarską Denna rozpoczął w klubie ASC Snim. W sezonie 2004 zadebiutował w jego barwach w pierwszej lidze mauretańskiej. Grał w nim do 2011 roku. Dwukrotnie wywalczył mistrzostwo kraju w sezonach 2009 i 2010 oraz wicemistrzostwo w sezonie 2006/2007. W 2011 roku przeszedł do FC Nouadhibou. W sezonie 2011/2012 został z nim wiceemistrzem, a w sezonach 2012/2013 i 2013/2014 - mistrzem Mauretanii. W latach 2015-2018 występował w FC Tevragh-Zeina, z którym wywalczył dwa mistrzostwa Mauretanii w sezonach 2014/2015 i 2015/2016, wicemistrzostwo w sezonie 2016/2017 i Puchar Mauretanii w 2016 roku. W sezonie 2019/2020, ostatnim w karierze, grał w FC Nouadhibou. Został z nim mistrzem kraju.

## Kariera reprezentacyjna
W reprezentacji Mauretanii Denna zadebiutował 7 czerwca 2008 w przegranym 1:4 meczu eliminacji do MŚ 2010 z Marokiem, rozegranym w Nawakszucie. Od 2008 do 2019 wystąpił w kadrze narodowej 36 razy i strzelił 4 gole.